# 赫爾瓦喬里
41°35′08″N 41°40′08″E / 41.58556°N 41.66889°E

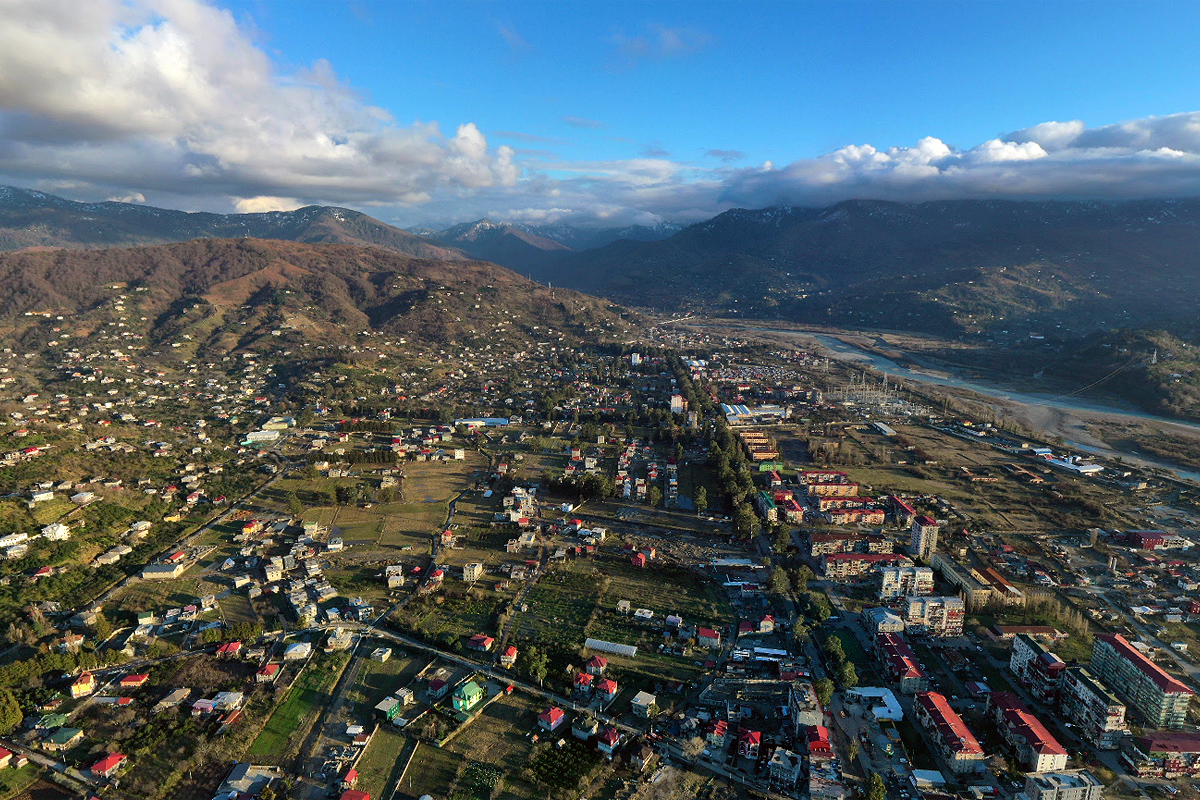
赫爾瓦喬里

赫爾瓦喬里，是格魯吉亞西南部阿扎尔自治共和国赫爾瓦喬里市鎮内的城鎮及其行政中心。處於巴統東南面8公里，海拔高度80米，2002年人口6,143。